# Чухлиб, Тарас Васильевич
Тарас Васильевич Чухлиб (укр. Тарас Васильович Чухліб; род. 20 августа 1966) — украинский историк, культуролог, геополитик, общественный деятель.
Доктор исторических наук, ведущий научный сотрудник Института истории Украины Национальной академии наук Украины. Директор Научно-исследовательского института казачества.

## Биография
Родился 20 августа 1966 в селе Ольшаница Таращанского района (ныне — Рокитнянский район) Киевской области.
Окончил исторический факультет Киевского педагогического института имени А. М. Горького (сейчас — Национальный педагогический университет имени Михаила Драгоманова).
Научные интересы: история международных и геополитических отношений, в том числе украинско-польских, украинско-российских, украинско-турецких отношений XVI—XVIII века, казачество, крестьянство, гайдаматчина. Проживал в городе Доброполье Донецкой области и городе Украинка вблизи села Триполье Киевской области. Служил в Северо-Кавказском военном округе Вооружённых сил СССР, работал на Киевской книжной фабрике. Автор многих научных трудов. Участник международных конференций в Белоруссии, Казахстане, Польше, России, Швейцарии, Турции и Украине. Лауреат премий имени М. Максимовича и М. Грушевского.
Главный редактор научного ежегодника «Украинский исторический сборник», заместитель ответственного редактора научного издания «Украина в Центрально-Восточной Европе». Член Экспертного совета Украинского института национальной памяти, Лысянского краеведческого общества «Истоки» Черкасской области.
Награждён знаками отличия Украинской Православной Церкви, Национальной академии наук Украины, Киевского городского совета, Лысянского районного совета Черкасской области.
Заслуженный деятель науки и техники Украины.

## Книги
Автор около 400 научных и научно-популярных работ по истории Украины, России и Польши XVI—XVIII вв., в том числе:
- Козацький устрій Правобережної України в останній чверті XVIII ст. (Киев, 1996);
- Гетьманская Украина (К., 1999);
- Гетьмани і монархи (K. 2003). — 518 с.,
- Переяслав 1654 р. та міжнародне утвердження Українського гетьманату (К., 2003)
- Історія української культури (К., 2003, в соавторстве)
- Переяславська рада очима істориків та мовою документів / Укл. О. Гуржій, Т. Чухліб (К., 2004)
- Історія українського селянства в 2-х томах (К., 2006, в соавторстве)
- Пётр Дорошенко (К., 2007)
- Шлях до Полтави. Україна і Росія за доби гетьмана Мазепи (К., 2008)
- Казацкие корни Николая Гоголя (К., 2009)
- Козаки та яничари. Україна у християнсько-мусульманських війнах 1500—1700 рр. (К., 2010.) — 435 с.
- 100 выдающихся личностей и событий козацкой Украины (Киев, 2010, в соавторстве с А. Гуржием)
- Секрети українського полівасалітету: Хмельницький — Дорошенко — Мазепа. (К., 2011)
- http://intellectual-history.blogspot.com/2012/05/blog-post_09.html
- Донеччина и Луганщина — казацкие земли Украины (К., 2014)
- Мечом и оралом. Донбасс — древняя украинская земля (К., 2015)
- Гетьмани України: війна, політика, кохання (К., 2016).
- Казаки и татары. Украинско-крымские союзы 1500—1700-х годов (Киев, 2017).
- Магнат, Козак и Гайдамака. Борьба Руси-Украины за власть с Короной Польской. 1569—1769 гг. (Киев, 2018).
- Булава против Скипетра. Украина в Великой Северной войне 1700—1721 гг. (Киев, 2019)
- Украина XVIII века в рисунках Йоганна Генриха Мюнца (Киев, 2022)